# Свети Никола (Слокощица)
Вижте пояснителната страница за други значения на Свети Никола.
„Свети Никола“ е средновековна българска църква в село Слокощица, община Кюстендил.
Църквата се намира в края на Горната махала на село Слокощица, вляво от шосето, на левия бряг на река Слокоска. Еднокорабна едноапсидна църква с полукръгла апсида, с външни размери 7 Х 5,30 m. Имала е полуцириндричен свод, който при възстановяването и е заменен със стреховиден. Изградена през XVI век от ломени камъни, червени тухли и хоросан. Преустроена и възстановена през 1886 г., от което време са стенописите. Автор на късната живопис е Евстатий Попдимитров от село Осой, сега в Северна Македония. Над входа е изрисуван патронът на църквата Свети Никола, под него има двуредов надпис с дата 1886 г., а отстрани са изображенията на арахангелите Михаил и Гавраил.